# Lori and the Chameleons
Banda de New Wave formada en Liverpool a finales de la década de los setenta. La banda contenía a la cantante Lori Larty (voz), Bill Drummond (guitarra; anteriormente de Big In Japan) y David Balfe (bajo y teclados; ex Dalek I Love You y Big In Japan). Drummond y Balfe habían separado Big In Japan y fundado el sello Zoo, donde se grababan canciones para bandas locales como The Teardrop Explodes y Echo & The Bunnymen.
Los estilos musicales de la banda eran de tendencia Post-punk, indie y synthpop. Sólo sacaron dos sencillos y había sido una banda de estudio y temporal pero con la que Drummond y Balfe querían demostrar su creatividad en la música. 
Larty se fue a una escuela de arte, mientras que Drummond y Balfe se fueron a trabajar con Teardrop Explodes como mánager y tecladista, respectivamente.

## Discografía
- Touch 7" (1979)
- Touch/Love On The Ganges (1979)
- The Lonely Spy (1980)

- Datos: Q60823340